# محافظة بلجرشي
محافظة بلجرشي هي إحدى محافظات منطقة الباحة في السعودية، وعاصمتها الإدارية مدينة بلجرشي. تتميز المحافظة بأنها جبلية ومناخها معتدل. ويعمل سكانها في الدوائر الحكومية وبعض المصانع ويمارس البعض الزراعة ويشتهر أهلها كثيراً بالتجارة.

## نبذة

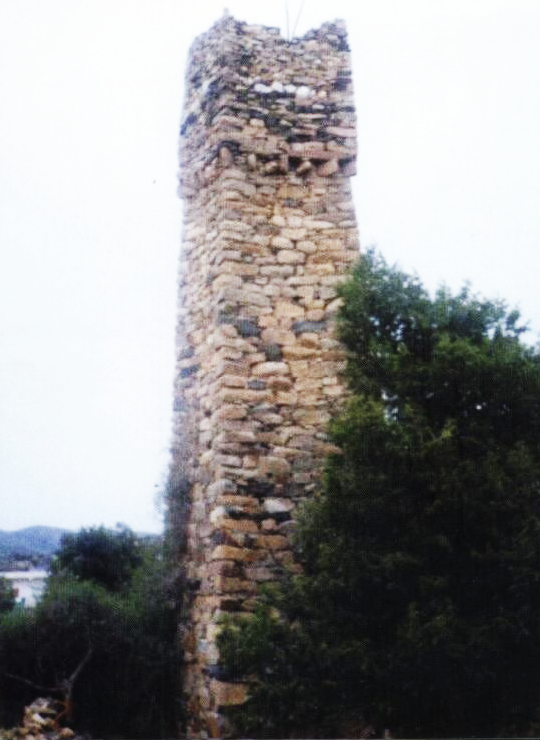

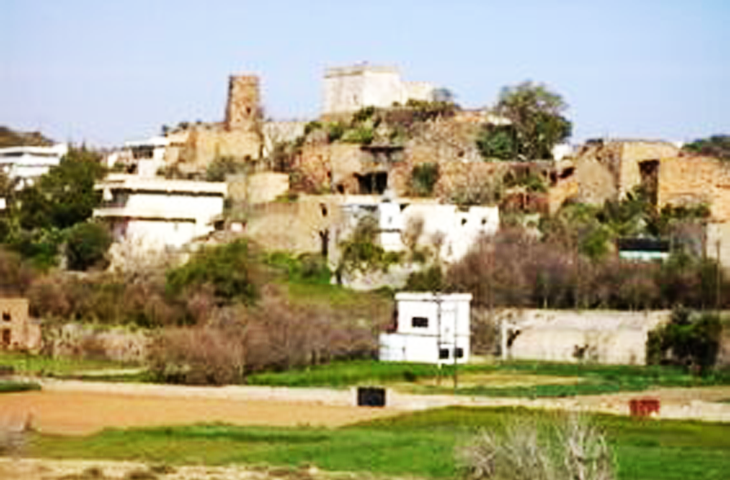

تعتبر محافظة بلجرشي المحافظة الأولى من بين المحافظات التسع التي تتبع امارة منطقة الباحة وهي على النحو التالي أربع محافظات تتبع الفئة أ وهي بلجرشي والمندق والمخواة وقلوة وخمس محافظات تقع في فئة ب وهي العقيق والقرى وبني حسن والحجرة وغامد الزناد وقد كانت محافظة بلجرشي فيما مضى القاعدة الإدارية لبلاد غامد وزهران وكانت سابقاُ مقراً للدوائر الحكومية وذلك من عام 1370 هـ حتى نهاية عام 1383 هـ حينما رأى المقام السامي بنقل الدوائر الحكومية في عهد الملك سعود بن عبد العزيز وقبل عام 1370 هـ حينما كانت الامارة الرئيسية في الظفير. تأسس في بلجرشي مركز يطلق عليه طارفة بلجرشي وكان ذلك بعد تأسيس الإمارة الرئيسية في الظفير عام 1354 هـ مثله مثل بقية المراكز التي افتتحت في المنطقة مثل المخواة والمندق وغيرها وكان لايزيد عددها آنذاك عن ثمانية مراكز فرعية تراجع إمارة الضفير.

## الجغرافيا
- الجبال وأشهرها جبل أثرب وتتبع لسلسلة جبال السروات
- الأودية وأشهرها وادي الخيطان

### أهم المعالم الجغرافية

#### جبل أثرب

جبل أثرب

جبل أثرب هو من أعظم جبال منطقة الباحة، ويصل ارتفاع قمته إلى حوالي 2500 متر عن سطح البحر.
يقع في بلاد قبيلة حوالة على الحدود الجنوبية الغربية لمنطقة الباحة بمحاذاة الطريق العام، وتنتشر على سفوحه الشمالية بيوت قرية دار الجبل.
يتميز جبل أثرب بكثافة الغطاء النباتي، وتغطي الغابات مساحات متفرقة ومختلفة من الجبل، وتمثل أشجار العرعر أكثر أنواع الغابات في الارتفاعات التي تزيد عن 2200 متر وتقل كثافة هذا النوع كلما تناقص الارتفاع.
ينتشر الزيتون البري، والعتم مختلطاً بأشجار العرعر في المناطق المرتفعة نسبياً (1500-2000م تقريباً)، وتنمو أشجار الطلع والسلم والسمر والأثل والسدر في المستويات المنخفضة الأكثر حرارة (1400-1700م تقريباً).

#### جبل حزنة
جبل حزنة هو أعلى جبل في مدينة بلجرشي يقع في بلاد قبيلة بني ناشر إحدى قبائل بلجرشي من غامد ويشرف على سفوح ووديان منطقة تهامة الساحلية ويشرف على محافظة المخواة

#### وادي الخيطان

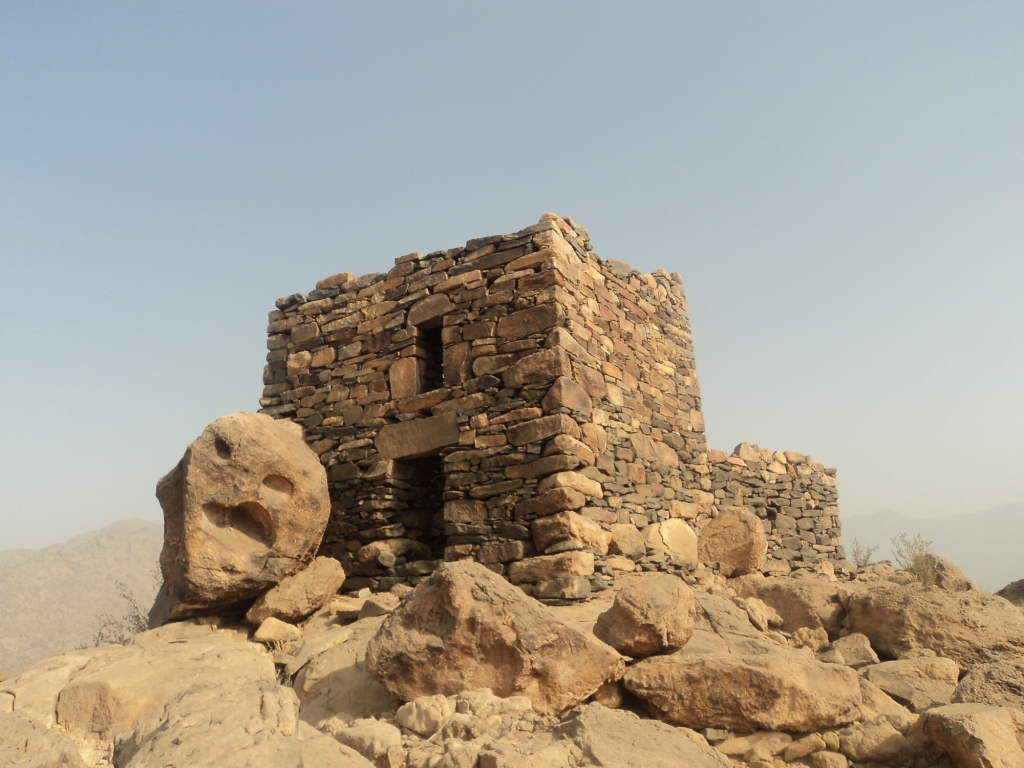
وادي الخيطان

وادي الخيطان هو واد كبير يقع في إقليم تهامة غرب المملكة العربية السعودية وتتوفر به المياه غالبا على مدار العام والتي تنجرف إليه من سفوح جبال الحجاز الجنوبية والغربية، ويرفدة العديد من الأودية الفرعية، ويمتد باتجاه الجنوب مخترقا حوض نمره الرسوبي، وهو من الروافد الرئيسية لوادي قنونا. وهو من بلاد حوالة والعوامر.
يعتبر وادي الخيطان من الأودية التاريخية حيث يرى بعض المؤرخين أن وادي الخيطان هو موقع ديار بكر وتغلب، وأن المكان إن صح القول هو المكان الذي دارت فيه حرب البسوس التي دامت 40 سنة بين قبيلتي بكر وتغلب، برغم أن الروايات التاريخية أشارت إلى ثلاثة مواقع إحدها في اليمن بالقرب من مدينة “زبيد” وقد أنكر الهمداني هذا القول، وآخر في نجد، والموضع الثالث وادي الخيطان بتهامة، ويتواتر عن أهالي المنطقة وجود قبر يسمى قبر كليب عند نهاية “تلفريك”، وحدبة تسمى حدبة كليب، ووادي خصب يدعى وادي البسوس.
وقد ورد في كتاب “العقد الفريد” ما نصه: «وكانت بنو جشم (قبيلة كليب) وبنو شيبان (قبيلة جساس) في دار واحدة بتهامة وكان كليب قد تزوج جليلة بنت مرة». ويدل على ذلك شعر المهلهل الذي يقول فيه:
وتذكر المصادر التاريخية أن من أوائل معارك حرب البسوس معركة بماء يقال له “النهي”. وهناك وادي يجزع “حوالة” في السراة يسمى “النهيين” تثنية “نهي” وقد ورد ذكره في قصيدة ابن جياش الحجري فهو من المسميات القديمة وهذا وادي يمر بحوالة متجها شرقا إلى نجد.

ويؤكد الباحثون أن الحرب انتقلت إلى نجد واستمرت قرابة أربعين عاما، ونتج عنها أن رحلت قبيلة تغلب إلى العراق بعد معركة تحلاق اللمم وذكر المؤرخ جواد علي عن قبيلة تغلب إحدى طرفي حرب البسوس:
| محافظة بلجرشي | يرى أهل الأخبار أن قبيلة تغلب مثل سائر قبائل ربيعة كانت تسكن في الأصل في تهامة، ثم انتشرت فنزلت الحجاز ونجد والبحرين، فلما تحاربت مع بكر بن وائل، زحفت نحو الشمال حتى بلغت أطراف الجزيرة، فسكن قوم منها جهات سنجار ونصيبين، حتى عرفت تلك الديار ب "ديار ربيعة". وديار ربيعة بين الموصل إلى رأس عين ونصيبين ودنيسر والخابور وما بين هذه المدن والقرى. وجمعت هذه الديار بين "ديار بكر" و"ديار ربيعة" وسميت كلها ب "ديار ربيعة". وقد انتشرت بطون تغلب في الثرثار، بين سنجار وتكريت. ويروي أهل الأخبار أن أول من نزل بطون تغلب في الجزيرة الفراتية هو: "علقمة بن سيف بن شرحبيل بن مالك بن سعد بن جشم بن بكر" وقد قاتل أهل الجزيرة حتى غلبهم، وأنزل قومه بها ... وقد أدى اتصال تغلب بالروم وبنصارى العراق والجزيرة وبلاد الشام إلى دخول قسم منهم في النصرانية كمعظم القبائل التي دخلت العراق وبلاد الشام. وهي من القبائل المتنصرة ومن سكان الخيام | محافظة بلجرشي |

ولم تفسر الروايات التاريخية رحيل المهلهل إلى قبيلة جنب من مذحج وإجبارهم إياه على تزويج ابنته، ولكن اكتشاف هذا الموضع في الجزيرة العربية قد يفسر السبب الحقيقي لعودة المهلهل من أواسط نجد إلى وادي الخيطان بتهامة ويتمثل في إيثاره العودة إلى ماقد يكون موقع قبر أخيه لقضاء ما تبقى من عمره بجواره وقد عادت معه ابنته "عبيدة" لرعايته ولكنه عندما عاد إلى موضع القبر بعد أربعين عاما وجد قوما من “مذحج” يسكنون في ذات الموقع فجاورهم حتى اضطروه على تزويج ابنته لأحد ساداتهم وهو روح بن مدرك الجنبي المذحجي ولقد كان تزويج ابنة المهلهل على صداق من آدم وأنشد المهلهل بكائية في تزويج ابنته بهذا المهر وهو السيد المطاع في قومه".
وورد في الأغاني القول إن (مقتل كليب بالذنائب عن يسار فلجة مصعدة إلى مكة). وهناك أكثر من مكان بهذا الاسم حيث ورد أن الذنائب ثلاث هضاب في نجد، وقيل قرية قبل زبيد وزبيد قريبة من المظيلف التي تبعد عن وادي الخيطان بنحو 50 كيلو مترا، وزبيد في اليمن أيضا".

## المناخ

جبل أثرب، قبيلة حوالة

يمتاز مناخ السراة باللطف والاعتدال صيفاً حيت تتراوح درجة الحرارة بين (22 و27) درجة مئوية. في فصل الشتاء البرودة تشتد البرودة في السراة حيث تتدنى درجة الحرارة أحياناً إلى (10) درجات مئوية.
- الأمطار

تسقط الأمطار بكميات متفاوته على المنطقة وغالباً ما يكون فصل الصيف والشتاء هما موسما الأمطار الغزيرة. كما يوجد مناخ الإصدار التي تقع على سفوح الجبال الغربية (حيث تقع إصدار الرويس ولوبه) وهو معتدل طوال أيام السنة.
- الضباب

تشتهر المنطقة عموماً بالسحب التي تضفي جمالا وسحرا على طبيعة المنطقة، والأمطار التي تسقط على المنطقة والتي يصل معدلها السنوي 350ملم. كما تتمتع المنطقة بخضرة وافرة وغابات كثيفة وأجواء ضبابية، من شأنها جذب الوفود من مختلف مناطق المملكة بالارتحال للمنطقة والاستمتاع بأجوائها خصوصاً خلال فصل الصيف.
| البيانات المناخية لـبلجرشي   | البيانات المناخية لـبلجرشي | البيانات المناخية لـبلجرشي | البيانات المناخية لـبلجرشي | البيانات المناخية لـبلجرشي | البيانات المناخية لـبلجرشي | البيانات المناخية لـبلجرشي | البيانات المناخية لـبلجرشي | البيانات المناخية لـبلجرشي | البيانات المناخية لـبلجرشي | البيانات المناخية لـبلجرشي | البيانات المناخية لـبلجرشي | البيانات المناخية لـبلجرشي | البيانات المناخية لـبلجرشي |
| الشهر                        | يناير                      | فبراير                     | مارس                       | أبريل                      | مايو                       | يونيو                      | يوليو                      | أغسطس                      | سبتمبر                     | أكتوبر                     | نوفمبر                     | ديسمبر                     | المعدل السنوي              |
| ---------------------------- | -------------------------- | -------------------------- | -------------------------- | -------------------------- | -------------------------- | -------------------------- | -------------------------- | -------------------------- | -------------------------- | -------------------------- | -------------------------- | -------------------------- | -------------------------- |
| متوسط درجة الحرارة الكبرى °ف | 37.8                       | 43.7                       | 53.6                       | 65.7                       | 74.5                       | 77.9                       | 80.8                       | 84.4                       | 77.9                       | 68.9                       | 56.7                       | 48.6                       | 64.2                       |
| متوسط درجة الحرارة الصغرى °ف | 25.0                       | 29.3                       | 38.5                       | 41.4                       | 48.6                       | 58.1                       | 67.5                       | 65.1                       | 56.5                       | 47.3                       | 41.5                       | 34.7                       | 46.1                       |
| الهطول إنش                   | 2.36                       | 2.30                       | 1.89                       | 0.33                       | 0.11                       | 0.00                       | 0.0                        | 0.0                        | 0.00                       | 0.43                       | 1.20                       | 2.49                       | 11.11                      |
| متوسط درجة الحرارة الكبرى °م | 3.2                        | 6.5                        | 12.0                       | 18.7                       | 23.6                       | 25.5                       | 27.1                       | 29.1                       | 25.5                       | 20.5                       | 13.7                       | 9.2                        | 17.9                       |
| متوسط درجة الحرارة الصغرى °م | −3.9                       | −1.5                       | 3.6                        | 5.2                        | 9.2                        | 14.5                       | 19.7                       | 18.4                       | 13.6                       | 8.5                        | 5.3                        | 1.5                        | 7.8                        |
| الهطول مم                    | 60.0                       | 58.5                       | 48.0                       | 8.3                        | 2.8                        | 0.1                        | 0.0                        | 0.0                        | 0.1                        | 10.9                       | 30.5                       | 63.2                       | 282.4                      |
| المصدر:                      |                            |                            |                            |                            |                            |                            |                            |                            |                            |                            |                            |                            |                            |

## السكان
- بلغ عدد سكان محافظة بلجرشي (51,787) نسمة حسب تعداد السعودية 2022، عدد السعوديين (35,558) نسمة، وعدد غير السعوديين (16,229) نسمة.[16]
- بلغ عدد سكان محافظة بلجرشي أكثر من 65 ألف نسمة عام 2010.[17]

## أمراء ومحافظو بلجرشي

- من عام 1371 هـ إلى عام 1379 هـ كان أمير المنطقة في بلجرشى الأمير عبد العزيز بن عبد الرحمن السويلم
- في آخر عام 1379 هـ وصل الأمير سعود بن عبد الرحمن السديري إلى بلجرشى حيث تم تعيينه أميراً للمنطقة في بلجرشي
- في شهر ذى الحجة من عام 1383 هـ تم نقل الجهاز الحكومى الرئيسى من بلجرشى إلى الباحة وحل محله امارة مركز وكان أول أمير للمركز والتي تعتبر امارة فرعية تراجع الامارة الرئيسية في الباحة هو محمد بن سلطان الذي أصبح فيما بعد وكيلا مساعد في الامارة الرئيسية في الباحة
- بعد مباشرة الأمير السابق لامارة مركز بلجرشى محمد بن سلطان لعمله الجديد في امارة منطقة الباحة وكيلا مساعد تعين عبد الله بن سعدون اميرا لمركز بلجرشى
- بعد ترك عبد الله بن سعدون للعمل في امارة بلجرشى تعاقب على المركز عدة اشخاص للقيام بالعمل بطريقة الانتداب أو التكليف وكان من ابرزهم والذي استمر طويلا هو فراج الدرعان الدوسرى والذي كان يعمل رئيس لديوان الامارة الرئيسية في الباحة
- في 1397 هـ تم تعيين عبد الله بن سعد المزروع وهو من كبار موظفى امارة منطقة الباحة اميرا لبلجرشى حيث تم حذف كلمة مركز وبقى في عمله حتى صدور نظام المناطق وتغيير مسميات الامارت الفرعية التي تتبع إمارات المناطق إلى محافظات.
- ثم تم تكليف الأستاذ مسفر بن محمد الميمونى للقيام بعمل المحافظة بطريقة التكليف واستمر في هذا العمل مدة تقارب العامين.
- في شهر ربيع الأول من عام 1421 هـ صدر أمر أمير منطقة الباحة بتكليف الأستاذ أحمد بن عبد الله زربان الغامدي محافظاً لمحافظة بلجرشى، ومن ثم عين محافظاً لمحافظة المخواه.
- عين الدكتور محمد جمعان دادا الغامدي محافظاً لمحافظة بلجرشي خلفا للأستاذ احمد زربان حتى 18/صفر/1434هـ.
- عين الأستاذ سفر بن سويد الغامدي محافظاً لبلجرشي، حتى 14 صفر 1440 هـ.
- عين الأستاذ غلاب بن غالب أبوخشيم محافظًا لمحافظة بلجرشي في 14 صفر 1440 هـ حتى الآن.[18]

## المراكز التابعة
- مركز بني كبير ويقع شمال المحافظة ويتبع له قرى بني كبير (السراة)
- مركز بالشهم ويقع جنوب المحافظة ويتبع له قرى بالشهم من غامد ووبه منتزه القمع والسُكران
- مركز الجنابين، ويقع به سد الجنابين الشهير.[19]
- مركز جرد
- مركز وادي شرى

## المنتزهات

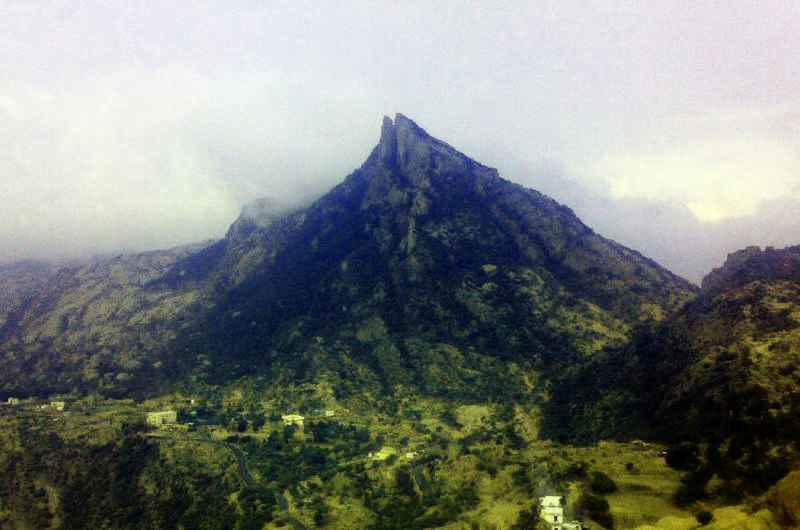

تتميز بالعديد من المنتزهات مثل منتزه القمع المطل على أغوار إقليم تهامة والذي يضم منتجع وتلفريك اثرب السياحي ومنتزه الشكران.
وتتميز بجوها البارد نسبياً صيفاً والبارد شتاءً. وتتصل بإقليم تهامة بعقبة الأبناء الموصلة لمحافظة نمرة وعقبة الملك عبد الله والتي تربطها بإقليم تهامة. وتشتهر بلجرشي بإقامة سوق السبت (صباح كل سبت) وهو سوق شعبي تعرض فيه الكثير من التراثيات والمصنوعات القديمة.
- منتزه أم غيث والذي يطل على مدينة المخواة وترى أنوارها ليلاً
- منتزة شفى قرية حزنة وبها أشهر معالم بلجرشي وهو جبل حزنه بطول أكثر من 3000 متر الواقع على شفى حزنة المطل على المخواة وتقع في هذه القرية عقبة الملك عبد الله (عقبة حزنة سابقا)التي توصل بين بلجرشي والمخواة ويوجد بها قبر يقال انه قبر لقمان الحكيم وموجوده اثارة إلى اليوم.
- منتزه القمع وبه التلفريك ويبعد تقريبا 25 كم جنوب بلجرشي، وهو مزود بكل ما يحتاجه السائح ليلاً ونهاراً، وبه كل الخدمات وألعاب الأطفال المجانية والتجارية، وبه بحيرة السد الكبيرة
- منتزه السُكران وهو جنوب بلجرشي بـ 19 كم، وهو مثل القمع به كل الوسائل الترفيهية ليلاً ونهاراً
- منتزة الهيجاء والذي يقع جنوب بلجرشي ويبعد عنها 17 كم وهو أجمل منتزهاتها
- تلفريك جبل أثرب بوادي الخيطان

كما أن هناك بعضاً من المنتزهات الصغيرة الأخرى شمال وجنوب بلجرشي وتستحق الزيارة لكن أغلبها لا توجد بها إنارة ليلية.
ويوجد بها العديد من السدود مثل سد القمع وسد بني هلال وسد الجنابين.

## الإنتاج الزارعي والحيواني

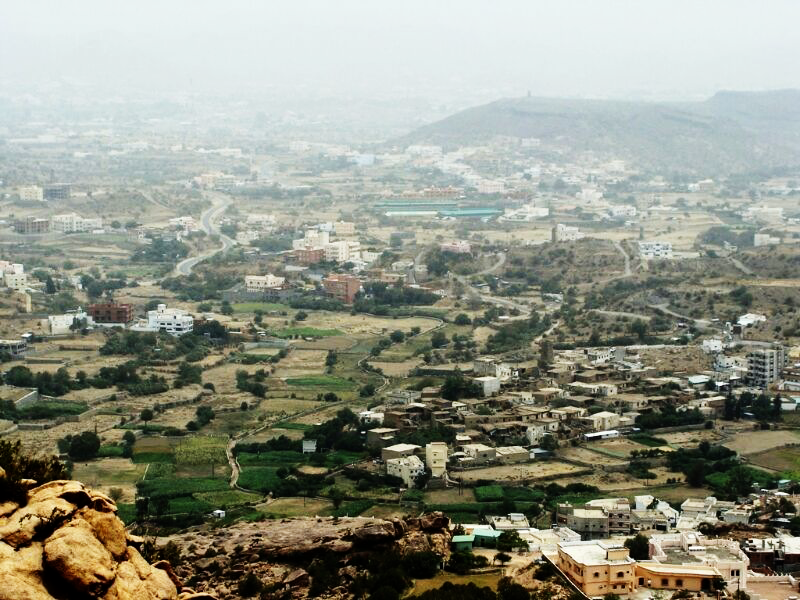

بلجرشي محافظة تتربع على جبال الحجاز، وتتبعها بعض القرى في سهول إقليم تهامة، لذا يوجد بها تنوع مناخي يزيد من التنوع النباتي؛ ومن أشهر أشجارها: اللوزيات: كالمشمش والخوخ (الدراق) واللوز الأخضر والبخاري وأشهر أنواعها في الماضي يُسمى البوص والتفاحيات كالأجاص (الكمثرى) والتفاح البلدي والسفرجل. كما تشتهر بالرمان والعنب والتوت والزيتون البري وأنواع أخرى ويجود بها البن والقشر (القهوة العربية) والموز.
و قد أخذ بعض المهتمين بالزراعة على عواتقهم إدخال أصناف من الفواكه لزيادة التنوع في هذه المحافظة.
و أما الرعي في محافظة بلجرشي فقد تلاشى مع توسع النطاق العمراني إلا ما كان في بعض نواحي بلجرشي ولا يشكل نشاطاً في الوقت الحالي.
كما تشتهر مدينة بلجرشي بإنتاج عسل النحل، وقد أقيم عليها مهرجان العسل الدولي الثالث عام 2010، وهو تجمع دولي لأكثر من 60 عارضاً من 10
دول عربية، تم اختيارهم من بين 100 عارض تقدموا للفعاليات. وهي من أهم مدن المملكة التي تنتج العسل نظراً لتوافر المراعي الجبلية المناسبة لتربية النحل خاصة في موسمي الربيع والصيف نتيجة لسقوط الأمطار في فصل الشتاء وأوائل الربيع وفي الصيف؛ حيث يصل المتوسط السنوي إلى أكثر من 500.0 ملم في بلجرشي و400 ملم في جازان و207.9 ملم في خميس مشيط، و442.3 ملم في النماص.